# فهرست قنات‌های شهرستان نرماشیر
جدول زیر براساس آمار وزارت جهاد کشاورزی تهیه شده‌است. فهرست زیر قنات‌های شهرستان نرماشیر در استان کرمان را نشان می‌دهد.
| نام قنات  | موقعیت                    | نزدیک‌ترین روستا | طول قنات (متر) | تعداد میله چاه | عمق مادر چاه | دبی (لیتر بر ثانیه) | سطح زیر کشت (هکتار) |
| --------- | ------------------------- | --------------- | -------------- | -------------- | ------------ | ------------------- | ------------------- |
| ده بالا   | بخش مرکزی شهرستان نرماشیر | چهل تخم         | ۱۲۰۰۰          | ۲۲۰            | ۷۹           | ۵۶                  | ۱۰۰                 |
| یزدان‌آباد | بخش روداب شهرستان نرماشیر | جلگه زاوه       | ۱۱۲۰۰          | ۲۰۰            | ۷۱           | ۷۷                  | ۱۵۰                 |